# Love of the common people
Love of the common people is een romantische popsong over armoede die werd geschreven door John Hurley en Ronnie Wilkins. Het kwartet The Four Preps nam het nummer in oktober 1966 op en bracht het in januari 1967 uit op een single. Het had geen hitnotering met de single.
Nog hetzelfde jaar werd het lied gecoverd door onder meer Waylon Jennings, Sandy Posey, The Everly Brothers, The Cats, Wayne Newton en Lynn Anderson. Maar ook in de jaren erna werd het nummer nog tientallen malen gecoverd. Enkele van de uitvoerders waren The Drifters, John Denver, Elton John en Bruce Springsteen, en in 1981 in het Nederlands door Henk Spaan (Stille Willem).
Een hit werd het in Amerika voor The Winstons (plaats 54 in de Hot 100 in 1969) en voor de reggaezanger Nicky Thomas in het Verenigd Koninkrijk (nummer 9 in de UK Singles in 1970). De Britse zanger Paul Young had er in 1983/1984 een wereldhit mee.
Het lied gaat over een arm gezin dat model staat voor gewone mensen ("common people").

## Paul Young
Paul Young bracht Love of the common people in november 1983 zonder veel resultaat uit, maar had er ruim een half jaar later een wereldhit mee toen de single werd heruitgebracht na het succes van zijn Wherever I lay my hat (that's my home). De nogal opvallende achtergrondzangpartijen in Youngs versie werden voor hun rekening genomen door de dames Kim Lesley en Maz Roberts. Op de B-kant van de single staat Behind your smile. De single staat ook op zijn debuutalbum No parlez uit 1983.

## Achtergrond
De plaat werd een wereldwijde hit en behaalde in Youngs thuisland het Verenigd Koninkrijk de 2e positie in de UK Singles Chart. In Ierland en Italië werd de nummer 1-positie behaald, Australië de 8e, Nieuw-Zeeland de 10e, Zuid-Afrika de 8e, Duitsland de 5e, Oostenrijk de en Zwitserland de 3e, Frankrijk de 24e en in de VS de 45e positie.
In Nederland werd de plaat begin 1984 veel gedraaid op Hilversum 3 en werd een gigantische hit in de destijds drie landelijke hitlijsten op de nationale publieke popzender. De plaat bereikte de nummer 1-positie in zowel de Nederlandse Top 40, de Nationale Hitparade als de TROS Top 50. Ook in de Europese hitlijst op Hilversum 3, de TROS Europarade, bereikte de plaat de nummer 1-positie.
In België bereikte de plaat eveneens de nummer 1-positie in zowel de voorloper van de Vlaamse Ultratop 50 als de Vlaamse Radio 2 Top 30. In Wallonië werd géén notering behaald.
Sinds de allereerste editie in december 1999 staat de plaat ( met uitzondering van 2011 en 2023) onafgebroken genoteerd in de jaarlijkse NPO Radio 2 Top 2000 van de Nederlandse publieke radiozender NPO Radio 2, met als hoogste notering een 731e positie in 2007.

## Hitnoteringen

### Nederlandse Top 40
| Hitnotering: 14-01-1984 t/m 17-03-1984 | Hitnotering: 14-01-1984 t/m 17-03-1984 | Hitnotering: 14-01-1984 t/m 17-03-1984 | Hitnotering: 14-01-1984 t/m 17-03-1984 | Hitnotering: 14-01-1984 t/m 17-03-1984 | Hitnotering: 14-01-1984 t/m 17-03-1984 | Hitnotering: 14-01-1984 t/m 17-03-1984 | Hitnotering: 14-01-1984 t/m 17-03-1984 | Hitnotering: 14-01-1984 t/m 17-03-1984 | Hitnotering: 14-01-1984 t/m 17-03-1984 | Hitnotering: 14-01-1984 t/m 17-03-1984 | Hitnotering: 14-01-1984 t/m 17-03-1984 |
| Week:                                  | 1                                      | 2                                      | 3                                      | 4                                      | 5                                      | 6                                      | 7                                      | 8                                      | 9                                      | 10                                     |                                        |
| -------------------------------------- | -------------------------------------- | -------------------------------------- | -------------------------------------- | -------------------------------------- | -------------------------------------- | -------------------------------------- | -------------------------------------- | -------------------------------------- | -------------------------------------- | -------------------------------------- | -------------------------------------- |
| Positie:                               | 19                                     | 6                                      | 1                                      | 1                                      | 1                                      | 1                                      | 2                                      | 6                                      | 16                                     | 27                                     | uit                                    |

### Nationale Hitparade
| Hitnotering: 14-01-1984 t/m 24-03-1984 | Hitnotering: 14-01-1984 t/m 24-03-1984 | Hitnotering: 14-01-1984 t/m 24-03-1984 | Hitnotering: 14-01-1984 t/m 24-03-1984 | Hitnotering: 14-01-1984 t/m 24-03-1984 | Hitnotering: 14-01-1984 t/m 24-03-1984 | Hitnotering: 14-01-1984 t/m 24-03-1984 | Hitnotering: 14-01-1984 t/m 24-03-1984 | Hitnotering: 14-01-1984 t/m 24-03-1984 | Hitnotering: 14-01-1984 t/m 24-03-1984 | Hitnotering: 14-01-1984 t/m 24-03-1984 | Hitnotering: 14-01-1984 t/m 24-03-1984 | Hitnotering: 14-01-1984 t/m 24-03-1984 |
| Week:                                  | 1                                      | 2                                      | 3                                      | 4                                      | 5                                      | 6                                      | 7                                      | 8                                      | 9                                      | 10                                     | 11                                     |                                        |
| -------------------------------------- | -------------------------------------- | -------------------------------------- | -------------------------------------- | -------------------------------------- | -------------------------------------- | -------------------------------------- | -------------------------------------- | -------------------------------------- | -------------------------------------- | -------------------------------------- | -------------------------------------- | -------------------------------------- |
| Positie:                               | 36                                     | 2                                      | 1                                      | 1                                      | 1                                      | 1                                      | 2                                      | 4                                      | 8                                      | 17                                     | 33                                     | uit                                    |

### TROS Top 50
Hitnotering: 05-01-1984 t/m 22-03-1984. Hoogste notering: #1 (3 weken).

### TROS Europarade
Hitnotering: 11-12-1983 t/m 13-05-1984. Hoogste notering: #1 (2 weken).

### Vlaamse Ultratop 50
| Hitnotering: 07-01-1984 t/m 25-02-1984 | Hitnotering: 07-01-1984 t/m 25-02-1984 | Hitnotering: 07-01-1984 t/m 25-02-1984 | Hitnotering: 07-01-1984 t/m 25-02-1984 | Hitnotering: 07-01-1984 t/m 25-02-1984 | Hitnotering: 07-01-1984 t/m 25-02-1984 | Hitnotering: 07-01-1984 t/m 25-02-1984 | Hitnotering: 07-01-1984 t/m 25-02-1984 | Hitnotering: 07-01-1984 t/m 25-02-1984 | Hitnotering: 07-01-1984 t/m 25-02-1984 | Hitnotering: 07-01-1984 t/m 25-02-1984 | Hitnotering: 07-01-1984 t/m 25-02-1984 | Hitnotering: 07-01-1984 t/m 25-02-1984 | Hitnotering: 07-01-1984 t/m 25-02-1984 | Hitnotering: 07-01-1984 t/m 25-02-1984 |
| Week:                                  | 1                                      | 2                                      | 3                                      | 4                                      | 5                                      | 6                                      | 7                                      | 8                                      | 9                                      | 10                                     | 11                                     | 12                                     | 13                                     |                                        |
| -------------------------------------- | -------------------------------------- | -------------------------------------- | -------------------------------------- | -------------------------------------- | -------------------------------------- | -------------------------------------- | -------------------------------------- | -------------------------------------- | -------------------------------------- | -------------------------------------- | -------------------------------------- | -------------------------------------- | -------------------------------------- | -------------------------------------- |
| Positie:                               | 19                                     | 5                                      | 3                                      | 2                                      | 1                                      | 1                                      | 1                                      | 1                                      | 2                                      | 5                                      | 15                                     | 20                                     | 28                                     | uit                                    |

### Vlaamse Radio 2 Top 30
| Hitnotering: 07-01-1984 t/m 25-02-1984 | Hitnotering: 07-01-1984 t/m 25-02-1984 | Hitnotering: 07-01-1984 t/m 25-02-1984 | Hitnotering: 07-01-1984 t/m 25-02-1984 | Hitnotering: 07-01-1984 t/m 25-02-1984 | Hitnotering: 07-01-1984 t/m 25-02-1984 | Hitnotering: 07-01-1984 t/m 25-02-1984 | Hitnotering: 07-01-1984 t/m 25-02-1984 | Hitnotering: 07-01-1984 t/m 25-02-1984 | Hitnotering: 07-01-1984 t/m 25-02-1984 | Hitnotering: 07-01-1984 t/m 25-02-1984 | Hitnotering: 07-01-1984 t/m 25-02-1984 | Hitnotering: 07-01-1984 t/m 25-02-1984 | Hitnotering: 07-01-1984 t/m 25-02-1984 |
| Week:                                  | 1                                      | 2                                      | 3                                      | 4                                      | 5                                      | 6                                      | 7                                      | 8                                      | 9                                      | 10                                     | 11                                     | 12                                     |                                        |
| -------------------------------------- | -------------------------------------- | -------------------------------------- | -------------------------------------- | -------------------------------------- | -------------------------------------- | -------------------------------------- | -------------------------------------- | -------------------------------------- | -------------------------------------- | -------------------------------------- | -------------------------------------- | -------------------------------------- | -------------------------------------- |
| Positie:                               | 18                                     | 5                                      | 3                                      | 3                                      | 1                                      | 1                                      | 1                                      | 1                                      | 1                                      | 5                                      | 23                                     | 25                                     | uit                                    |

### NPO Radio 2 Top 2000
| Nummer met noteringen in de NPO Radio 2 Top 2000 | '99  | '00 | '01 | '02  | '03  | '04  | '05  | '06  | '07 | '08  | '09  | '10  | '11 | '12  | '13  | '14  | '15  | '16  | '17  | '18  | '19  | '20  | '21  | '22  |
| ------------------------------------------------ | ---- | --- | --- | ---- | ---- | ---- | ---- | ---- | --- | ---- | ---- | ---- | --- | ---- | ---- | ---- | ---- | ---- | ---- | ---- | ---- | ---- | ---- | ---- |
| Love of the Common People                        | 1208 | 787 | 829 | 1081 | 1091 | 1122 | 1469 | 1737 | 731 | 1107 | 1886 | 1780 | -   | 1975 | 1721 | 1666 | 1901 | 1832 | 1760 | 1992 | 1885 | 1613 | 1819 | 1976 |

1. ↑  Een '-' betekent dat het nummer niet was genoteerd en een vetgedrukt getal geeft de hoogste notering aan.
2. ↑  Deze tabel is bijgewerkt tot en met de laatste editie (2024).

### Andere landen
Verder bereikte de single de volgende plaatsen in de volgende landen:
| Hitlijst            | Piekpositie | Aantal weken |
| ------------------- | ----------- | ------------ |
| Italië              | 1           | 9            |
| Ierland             | 1           | 8            |
| Verenigd Koninkrijk | 2           | 13           |
| Oostenrijk          | 3           | 12           |
| Zwitserland         | 3           | 9            |
| Duitsland           | 5           | 17           |
| Nieuw-Zeeland       | 10          | 11           |
| Verenigde Staten    | 45          | 11           |